# Bardača
Jezero Bardača nalazi se kod Srbca oko 30 km sjeverno od Banje Luke. Jezero koje se koristi kao ribnjak najvećim dijelom se obskrbljuje iz rijeke Matura, ali su u hidrološkom smislu značajne i pritoke Stublaja i Brzaja koje raspolažu s manjom količinom vode. 